# Sauroscaptor tharavati
Sauroscaptor tharavati — вид терапсид родини Cistecephalidae, що існував у пізньому тріасі. Рештки терапсиди знайдені у відкладеннях формації Кундараман в штаті Андхра-Прадеш на півночі Індії. Описаний з решток щелепи.

## Опис
Дрібний терапсид: довжина черепа становить близько 5 см, загальна довжина тіла оцінюється приблизно в 25 см.